# 花田信号所
花田信号所（はなだしんごうじょ）は、愛知県豊橋市に所在する、豊橋鉄道渥美線の信号場である。

## 概要
豊橋鉄道が所有する唯一の信号場であるが、開業当時は新豊橋（初代）という旅客駅（後に花田駅へ改称）が設けられていた。旅客駅の廃止後は日本国有鉄道（国鉄）との貨物受け渡しや貨車の入換を行うための操車場として機能していたが、1984年に貨物営業が廃止されたため、信号所となった。なお、当信号所では列車交換を行うことができない（配線図参照）。

## 歴史
- 1925年（大正14年）5月1日：新豊橋駅（初代）として開業。
- 1927年（昭和2年）10月1日：新豊橋駅（2代目）の開業により、花田駅となる。
- 1944年（昭和19年）6月5日：旅客営業が廃止され、花田操車場となる。
- 1945年（昭和20年）6月20日：豊橋空襲により被災[1]。
- 1984年（昭和59年）2月1日：渥美線貨物営業の廃止により、花田信号所となる。

## 配線図

### 備考
- 当信号所は車両留置に使われることがある。なお、東海道本線への線路はそのまま残ったため、名鉄7300系（後の豊橋鉄道7300系）や東急7200系（後の豊橋鉄道1800系）の搬入は当信号所で行われた。
- 豊橋鉄道本社の移転やパークベルクリニック（産婦人科）などの開業に伴い、留置線の大部分は撤去された。

## 周辺
- 豊橋鉄道渥美線柳生橋駅
- パークベルクリニック（産婦人科）
- 豊橋市立松山小学校
- 松山神社
- 松山公園

## 隣の駅
豊橋鉄道
■渥美線
新豊橋駅(1) - 花田信号所 - 柳生橋駅(2)